# Hard Rock Cafe

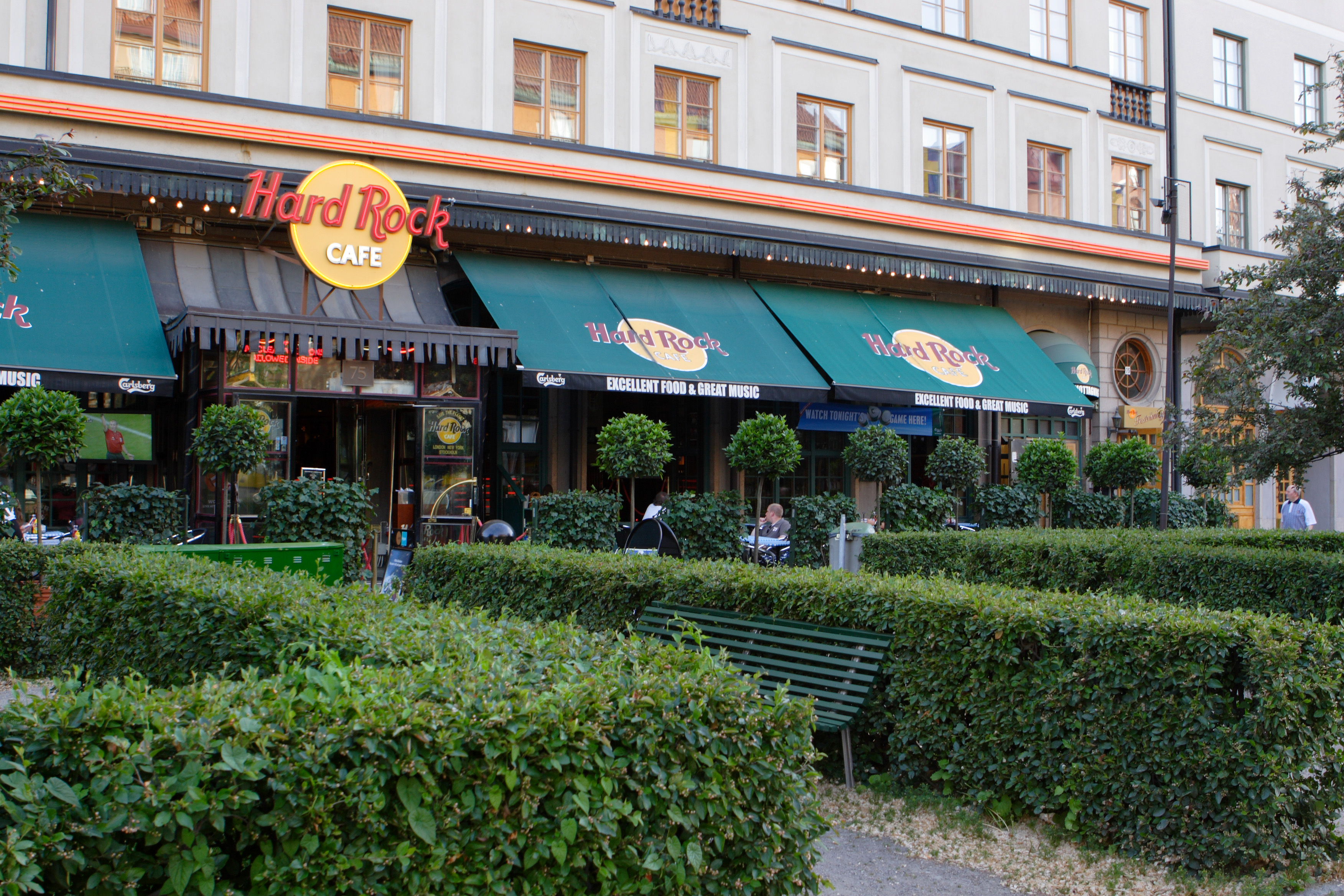
Hard Rock Cafe i Stockholm.

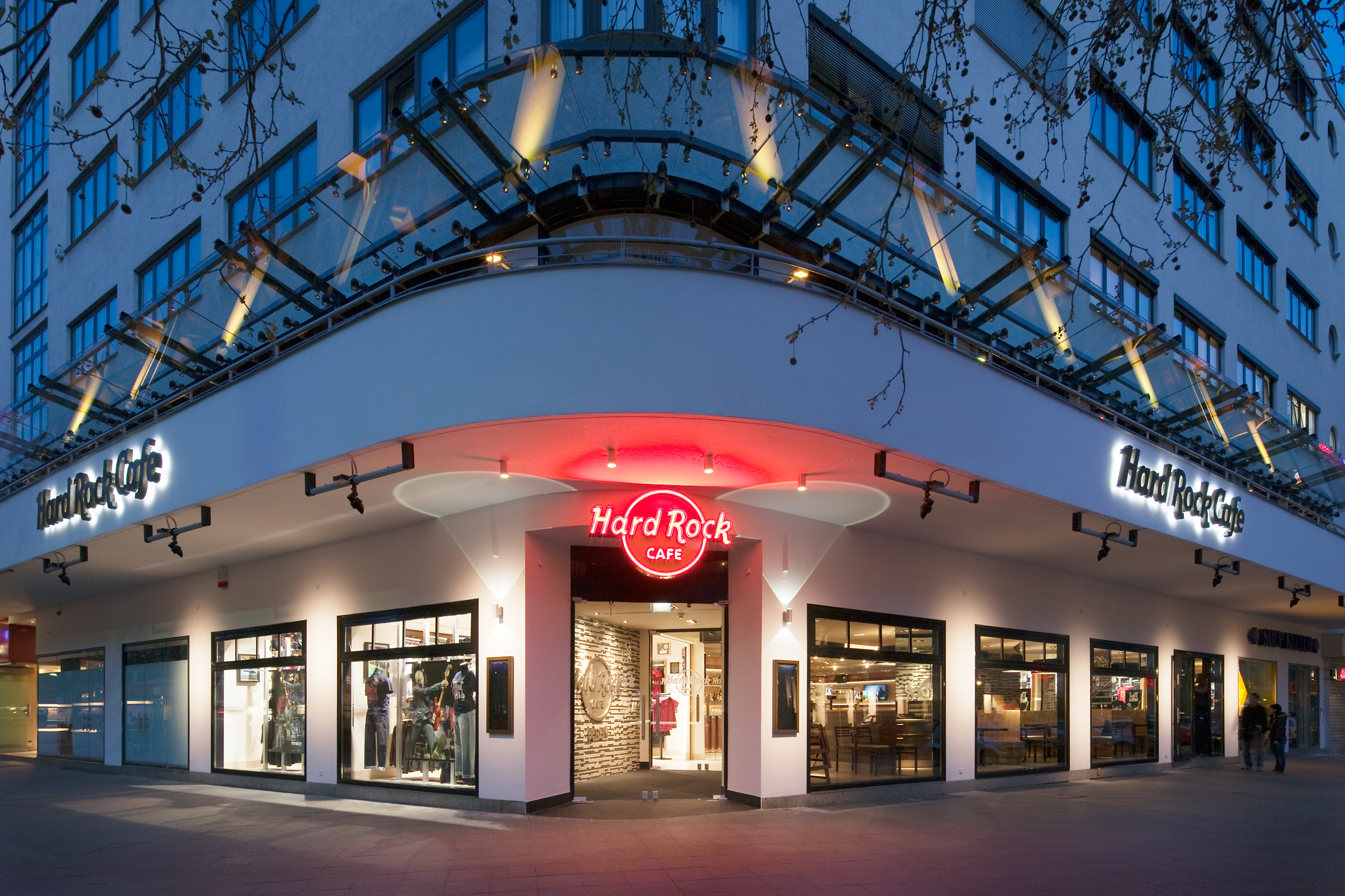
Hard Rock Cafe i Berlin.

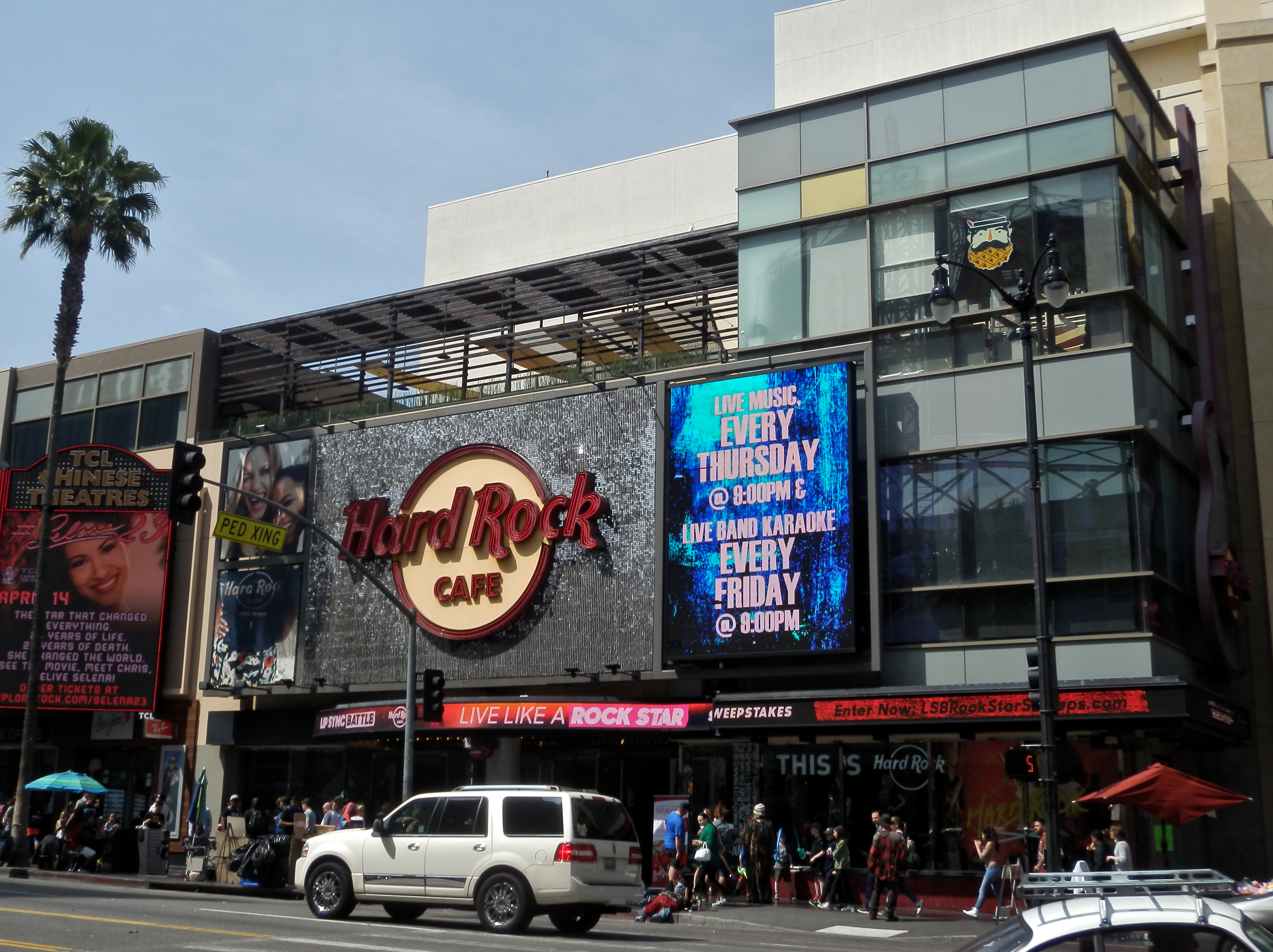
Hard Rock Cafe i Hollywood.

Hard Rock Cafe är en internationell restaurangkedja som startades i juni 1971 i London av amerikanerna Isaac Tigrett och Peter Morton. Kedjan ägs sedan 2007 av seminolestammen i Florida. Den största Hard Rock finns i Orlando, Florida, där företagets huvudkontor också är beläget.
I Sverige öppnade Hard Rock Cafe på Sveavägen 77 i Stockholm 16 april 1985 och på Kungsportsavenyen i Göteborg 10 december 2004. På samma adress låg dessförinnan restaurangen Metropol. 
Nu finns kedjan i alla världsdelar utom Antarktis och i över 50 länder. I Europa finns Hard Rock Cafe i Andorra la Vella, Amsterdam, Aten, Barcelona, Berlin, Bryssel, Budapest, Bukarest, Dublin, Edinburgh, Florens, Gdansk, Göteborg, Hamburg, Helsingfors, Ibiza, Krakow, Köln, Köpenhamn, Lissabon, London, Madrid, Mallorca, Malta, Manchester, Marbella, Moskva, München, Oslo, Paris, Prag, Rom, Stockholm, Venedig, Warszawa och Wien.
Hard Rock Cafe i Göteborg var det första som öppnade med virtuell bowling.